# Dżubajb
Dżubajb (arab. جبيب) – miejscowość w Syrii, w muhafazie As-Suwajda. W 2004 roku liczyła 253 mieszkańców.